# Bordure herbacée

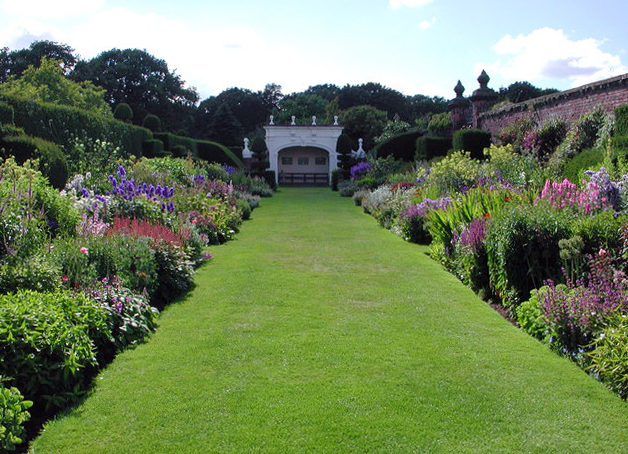
Bordure herbacée à Arley Hall

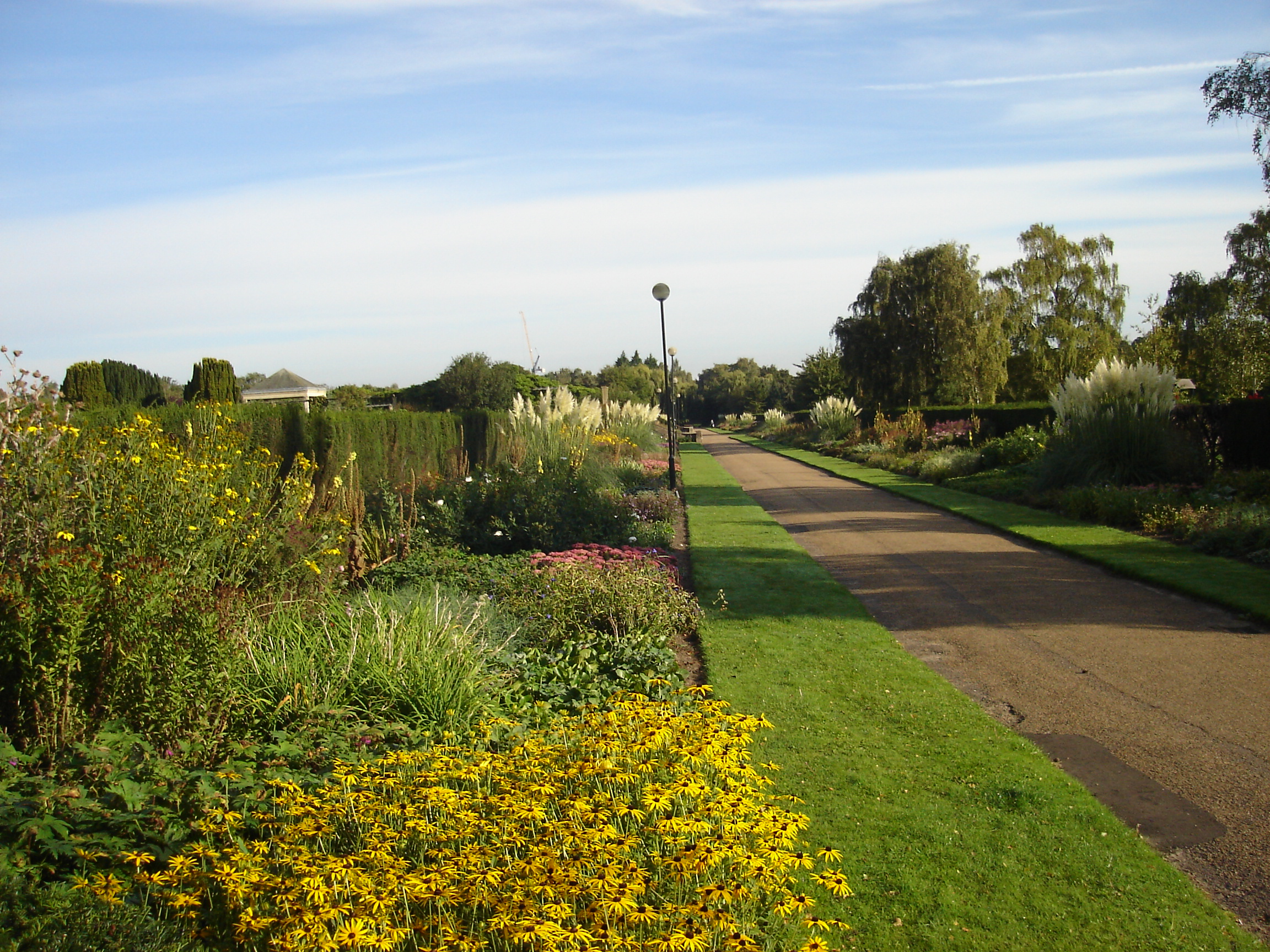
Waterloo Park, Norwich

Une bordure herbacée (en anglais : Herbaceous border) est une collection de plantes herbacées vivaces (plantes qui vivent plus de deux ans, à tige souple et non ligneuses) disposées en rangs serrés, généralement pour créer un effet dramatique par la couleur, la forme ou la grande échelle. Le terme de bordure herbacée est surtout utilisé au Royaume-Uni et dans le Commonwealth. En Amérique du Nord, le terme de bordure pérenne est généralement utilisé.
Les bordures herbacées telles qu'elles sont connues aujourd'hui ont été utilisées pour la première fois dans les jardins à l'époque victorienne. L'hybridation et les nouvelles espèces de plantes importées ont révolutionné la forme des jardins britanniques aux 18e et 19e siècles. En outre, les travaux de Gertrude Jekyll, une créatrice de jardins britannique du XXe siècle et écrivain prolifique, ont popularisé l'utilisation de la bordure herbacée par une renaissance du jardin de cottage britannique.
L'entretien de la bordure herbacée est un travail intensif, car les plantes vivaces doivent être déterrées tous les 3-4 ans et divisées pour garder le lit propre et éviter la surcroissance des plantes. Au cours de la Première Guerre mondiale, ce type de bordure est devenu moins populaire en Grande-Bretagne en raison de la pénurie de main-d'œuvre pour l'entretien des jardins. Cependant, il existe encore quelques exemples célèbres dans les jardins britanniques. 
Selon le Livre Guinness des records, la plus longue frontière herbacée du monde, avec 215 mètres, se trouve au château de Dirleton, dans l'East Lothian, en Écosse.